# Mesrine (pel·lícula de 2008)

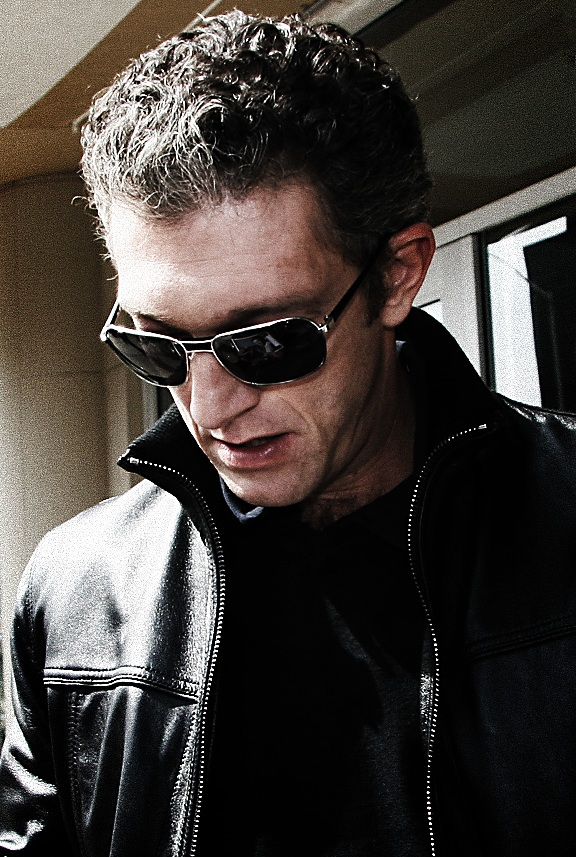
Vincent Cassel, protagonista de les dues pel·lículkes al 2008.

''Mesrine'' és un díptic format per dues pel·lícules franco-canadenca-italianes estrenades el 2008:
- L'Instinct de mort, i
- L'Ennemi public n° 1.

Totes dues es basen en els llibres autobiogràfics escrits per Jacques Mesrine i van estar dirigides per Jean-François Richet i protagonitzades per Vincent Cassel en el paper de L'assassí Mesrine.

## Producció
La idea de fer una pel·lícula basada en els dos llibres autobiogràfics escrits per Jacques Mesrine a finals dels anys 70, L'Instinct de mort i Coupable d'être innocent, va sortir de Jean-Paul Belmondo. L'actor volia interpretar el criminal a la gran pantalla i, mitjantçant la seva productora Cerito Films, va voler implicar directors com Jean-Luc Godard o Costa-Gavras, però finalment no es va dur a 
terme.
Després d'aquesta fallida es van dur a terme tres propostes basades en Mesrine:
- Jacques Mesrine: profession ennemi public, documental francès de 1983 dirigit per Hervé Palud;
- Mesrine, pel·lícula francesa de 1984 escrita i dirigida per André Génovès;
- i La Chasse à l'homme, telefilm francès de 2006 escrit i dirigit per Arnaud Sélignac.

A partir de l'any 2001, el productor Thomas Langmann es va entossudir en dur a terme aquest díptic, i ja li va oferir el paper a Cassel, que en principi ho va rebutjar. Finalment, Langmann va contractar Jean-François richet com director i va aconseguir convèncer Vincent Cassel per ser el protagonista.
El rodatge va començar al maig de 2007 i es va allargar fins a principis de 2008. Es va dur a terme a França, Espanya, Canadà i els Estats 
Units.